# Gòfer dels pins
El gòfer dels pins (Geomys pinetis) és una espècie de rosegador de la família dels geòmids. És endèmic del sud-est dels Estats Units. Es tracta d'una espècie excavadora que s'alimenta principalment d'arrels, rizomes carnosos, plantes suculentes verdes i herba. El seu hàbitat natural són els sòls profunds i sorrencs típics de les clarianes dels boscos de pi.

## Descripció
Aquesta espècie és força més petita que el gòfer petit, amb una longitud total de 26 centímetres, inclosa la cua, que fa uns 8,6 centímetres. Els mascles són més grossos que les femelles i tenen un pes al voltant dels 176 grams, mentre que els pes de les femelles es troba al voltant dels 136 grams. El pelatge dorsal és de color marró canyella, amb les parts inferiors més pàl·lides i tenyides de color beix o groc vermellós. Els peus i la cua són de color blanc o beix pàl·lid. Igual que altres membres d'aquesta família, poden girar les bosses externes de les galtes per netejar-les. Està ben adaptat per viure sota terra amb unes dents incisives grans, que sobresurten dels llavis i són utilitzades per esmicolar les arrels. Tenen unes potes davanteres fortes, que utilitzen per cavar.

## Distribució i hàbitat
L'àrea de distribució d'aquesta espècie es restringeix al sud-est dels Estats Units, on viu a Alabama, Geòrgia i Florida, en diversos hàbitats secs i sorrencs. També viu a pinedes i rouredes amb sorra, i a petits turons lleugerament humits amb Quercus virginiana i altres plantes llenyoses. Allunyat de les dunes de sorra, es troba en boscos de Pinus palustris i Pinus clausa. La seva presència es fa evident a causa de les piles de sorra que empeny cap a la superfície, les quals formen monticles.

## Ecologia
És un animal solitari i crea túnels poc profunds sobre els quals es troben una sèrie de monticles de material excavat. La terra és empesa cap amunt per les extremitats davanteres i el pit, creant un monticle en forma de ventall a un costat del túnel. L'entrada del cau és bloquejada immediatament amb terra. Aquests túnels poc profunds estan connectats a un sistema de túnels més profund per una «escala» en espiral. A la part inferior es troben les cambres d'aliments i una cambra principal que pot contenir vegetació seca i fibres vegetals.
La cria es realitza a la primavera i a l'estiu, entre el febrer i el març i el juny i el juliol. El període de gestació és d'unes quatre setmanes, amb una mitjana de dues cries per ventrada. Malgrat aquest baix nivell de fecunditat, és tracta d'un animal comú, el que vol dir que les cries tenen una bona supervivència. La presència de farratge verd a la dieta i el fet que els mussols de vegades s'alimenten d'ells, demostra que de vegades surten a la superfície. Tanmateix, els depredadors sota terra són pocs, sent els principals perills les serps i les mosteles.
És una espècie activa durant tot l'any, que s'alimenta d'arrels i rizomes a sota del sòl, i de plantes verdes com herbes, ciperàcies i herbes adventícies que es troben a prop de l'entrada del cau. Recullen i traslladen grans quantitats de vegetació a les cambres d'emmagatzematge del cau. Hi ha una sèrie d'artròpodes amb les que comparteixen els caus, incloent-hi unes 14 espècies que no es troben en cap altre lloc. Els atreuen les terres conreades, especialment els cultius de boniatos, encara que els atreuen els cultius de cacauet i pèsols i les plantacions de canya de sucre.

## Taxonomia
Se n'han descrit sis subespècies:
- G. p. austrinus (Bangs, 1898)
- G. p. colonus (Bangs, 1898)
- G. p. cumberlandius (Bangs, 1898)
- G. p. floridanus (Audubon i Bachman, 1853)
- G. p. fontanelus (Sherman, 1940)
- G. p. pinetis (Rafinesque, 1817)

## Estat de conservació
Es creu que no hi ha cap amenaça significativa per a la supervivència d'aquesta espècie, tot i que algunes subespècies estan afectades per la destrucció del seu entorn.